# Ophanging (levensbeëindiging)

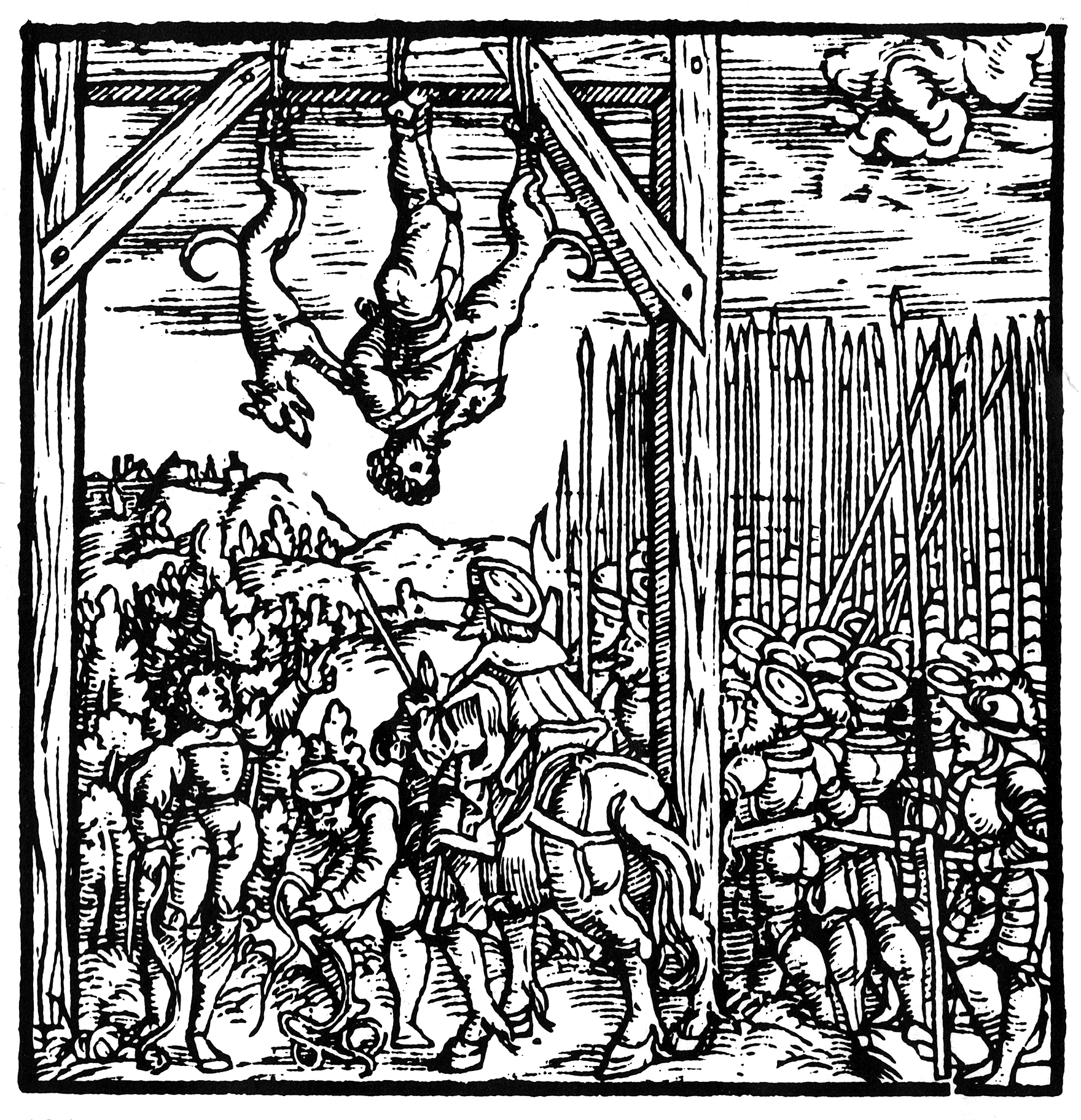
Een Jood wordt op een bijzondere wijze, namelijk samen met honden, aan een galg opgehangen (16e eeuw)

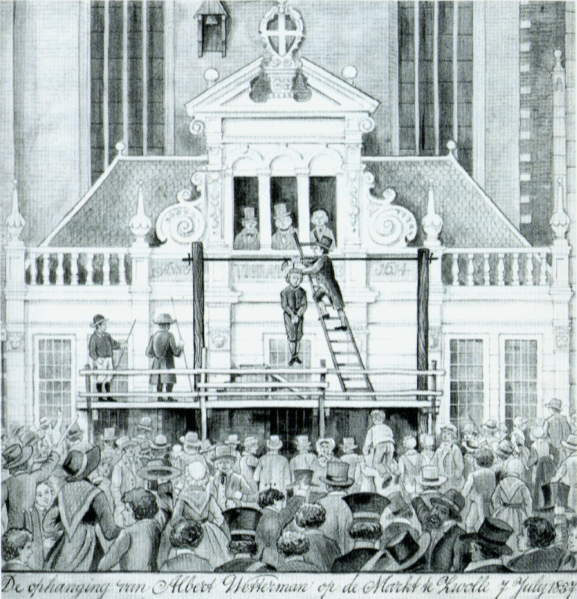
Ophanging op de Grote Markt in Zwolle (1837)

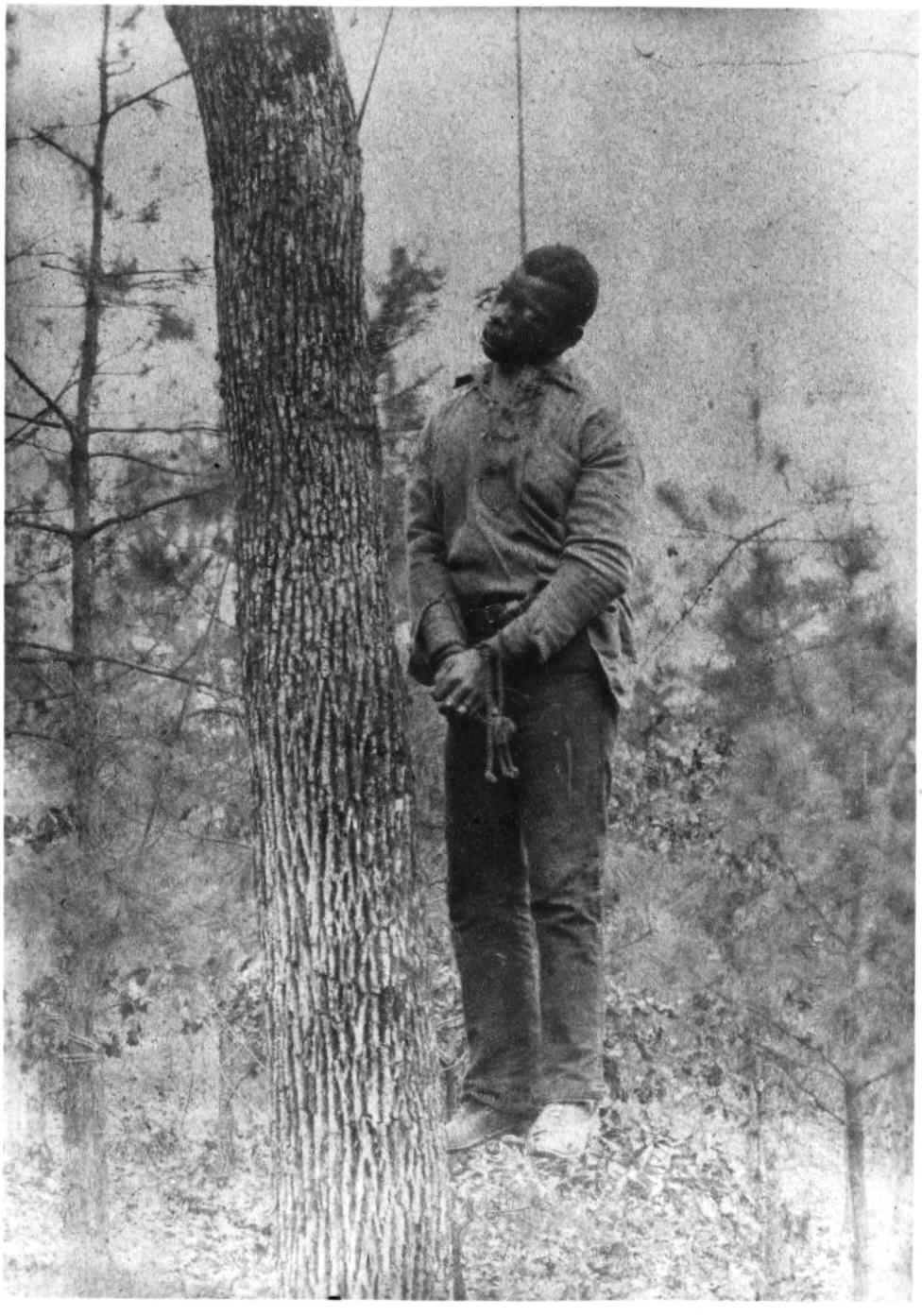
Slachtoffer van een lynchpartij (1889)

Ophanging is een manier om de doodstraf te voltrekken en ook een soms gebruikte manier van moord of zelfmoord; in het laatste geval spreekt men ook wel van verhanging. Bij een executie door ophanging treedt de dood vaak op een andere manier in dan in het tweede geval.

## Doodstraf
Ophanging als methode om mensen ter dood te brengen is al eeuwen oud. De methode geldt als oneervol, omdat deze in het verleden vooral voor het gewone volk werd gebruikt. Om deze reden werden na de Tweede Wereldoorlog veel veroordeelde oorlogsmisdadigers opgehangen in plaats van gefusilleerd.
In vroegere tijden kreeg een veroordeelde een touw om zijn nek geknoopt dat over een stevige tak werd geworpen. De veroordeelde werd vervolgens omhooggetrokken en stierf door verstikking. Later ontdekte men dat de dood sneller intrad wanneer de veroordeelde een val maakte. Bij experimenten ontdekte men dat bij een te korte val de veroordeelde langzaam stierf, terwijl er bij een te lange val een kans bestond dat het hoofd van de veroordeelde werd afgetrokken. Dat laatste gebeurde bij Barzan Ibrahim, het hoofd van de Mukhabarat, Saddams Geheime Dienst. Die werd op die manier geëxecuteerd op 15 januari 2007 en raakte onthoofd. In de 19e eeuw werd ontdekt dat de ideale vallengte berekend kon worden door 1260 te delen door het gewicht van de veroordeelde (in Engelse ponden). Iemand van 50,8 kilogram (112 pond) zou een val van 3,43 meter (11,25 voet) moeten maken om onmiddellijk te sterven. Later werd de formule gecorrigeerd voor de leeftijd, geslacht, lichamelijke conditie en postuur. Door deze "ideale" val breekt de nek en wordt ook het ruggenmerg op een hoog niveau onderbroken (meestal tussen de eerste en de tweede wervel: hangman's fracture), waardoor onmiddellijk een verlamming van het gehele lichaam inclusief de ademhalingsspieren optreedt, zodat de veroordeelde niet meer kan spartelen en niet meer kan ademen. Daarnaast drukt het eigen lichaamsgewicht ook de halsslagaders dicht zodat de hersenen niet meer van bloed worden voorzien. Meestal zal vooral door dat laatste binnen circa tien seconden bewusteloosheid intreden en de hartdood na circa acht minuten.
Het ophangen van veroordeelden werd, vooral in Engeland, meer en meer wetenschap. Halverwege de 20e eeuw was de gemiddelde tijd die verstreek tussen het uit de cel halen van een veroordeelde en zijn of haar dood 15 seconden. Er werden zelfs recordlijsten aangelegd: het officiële record staat sinds 8 mei 1951 op naam van Albert Pierrepoint, toen de veroordeelde James Inglis zeven seconden nadat hij uit zijn cel was gehaald met de strop om zijn nek door het valluik viel.
In Europa waren met name de Joden eeuwenlang doelwit van vervolging en ongelijke behandeling. Zij werden achtergesteld en zwaarder gestraft dan christenen. Opmerkelijk was het gebruik om Joden "met honden te hangen". Men hing de ter dood veroordeelde Jood omgekeerd aan de galg met naast hem twee honden. Wanneer het slachtoffer zich alsnog tot het christendom bekeerde, werd hij van die galg losgemaakt en, na een snelle doop en andere religieuze formaliteiten, onthoofd.
Ophanging dient te worden onderscheiden van omsnoering of wurging, waarbij een touw of tourniquet om de hals wordt aangetrokken.

## (Zelf)moord
Toegepast als (zelf)moordmethode komt het breken van de nek (hangman's fracture) minder vaak voor, en leidt verhanging vaker tot het volgende:
1. (gedeeltelijk) afknellen van de halsslagaders, dood door zuurstoftekort in de hersenen
2. dichtsnoering van de luchtpijp, oftewel dood door verstikking
3. prikkeling van zintuigen in de sinus caroticus, oftewel dood door reflectoire hartstilstand